# Shazhou (köpinghuvudort i Kina, Jiangxi Sheng, lat 27,73, long 116,83)
Shazhou är en köpinghuvudort i Kina. Den ligger i provinsen Jiangxi, i den sydöstra delen av landet, omkring 140 kilometer sydost om provinshuvudstaden Nanchang. Antalet invånare är 13 671. Befolkningen består av 6 533 kvinnor och 7 138 män. Barn under 15 år utgör 24,0 %, vuxna 15-64 år 70 %, och äldre över 65 år 5,0 %.
Runt Shazhou är det ganska tätbefolkat, med 172 invånare per kvadratkilometer. Närmaste större samhälle är Xujia, 15,9 km sydväst om Shazhou. I omgivningarna runt Shazhou växer i huvudsak blandskog.
Genomsnittlig årsnederbörd är 2 563 millimeter. Den regnigaste månaden är juni, med i genomsnitt 466 mm nederbörd, och den torraste är oktober, med 21 mm nederbörd.